# Svinhöjden
Svinhöjden är ett naturreservat i Hällefors kommun i Örebro län.
Området är naturskyddat sedan 2016 och är 74 hektar stort. Reservatet omfattar norra sluttningen av höjden Svinhöjden och består av granskog med inslag av lövträd.
Toppen på Svinhöjden, som ligger utanför naturreservatet, är en av Örebro läns högsta punkter (436 m ö.h.).